# 南蒲原郡
南蒲原郡（日语：／ Minamikanbara gun */?）是新潟縣的一個郡。建立時的郡域包括今三條市、加茂市大半地區、見附市、田上町、及長岡市北部。郡公所位于三條町（現三條市）。經過幾次市町村合并后，面積已經大幅度縮小。
截止2005年，該郡人口人口13,502人、面積31.77平方公里。
管轄有以下一町。
- 田上町（たがみまち）